# کوجوآک
کوجوآک (به انگلیسی: Kuujjuaq) یک در کانادا است که در Kativik Regional Government واقع شده‌است. کوجوآک ۳۸۵٫۷۰ کیلومتر مربع مساحت و ۲٬۳۷۵ نفر جمعیت دارد.